# Tiagbamrin Aizi jezik
Tiagbamrin Aizi jezik (ahizi, lélémrin, tiagba; ISO 639-3: ahi), jeddan od tri različita aizi jezika, iz šire skupina kru, voltaško-kongoanskih jezika. Njime govori oko 9 000 ljudi (1999 SIL) u kamerunskom departmanu Southern, na obalama Ebrié Lagoone u selima Tiagba, Nigui-Assoko, Nigui-Saff, Tiémié i Attoutou B (starija četvrt).
Tiagbamrin znači ‘jezik iz Tiagbe’. Starija populacija služi se i jezikom adioukrou [adj], a mlađi naraštaj u školama uči francuski [fra]

## Vanjske poveznice
- Ethnologue (14th)
- Ethnologue (15th)